# Palazzo dell'Ambrosiana
Il palazzo dell'Ambrosiana è un palazzo seicentesco di Milano, parzialmente modificato nell'Ottocento e nel 1932. Storicamente appartenuto al sestiere di Porta Ticinese, il palazzo presenta due ingressi: quello attuale in piazza Pio XI n. 2, anticamente piazzetta della Rosa, e quello storico in piazza San Sepolcro. Ospita la Pinacoteca Ambrosiana e la Biblioteca Ambrosiana.

## Storia

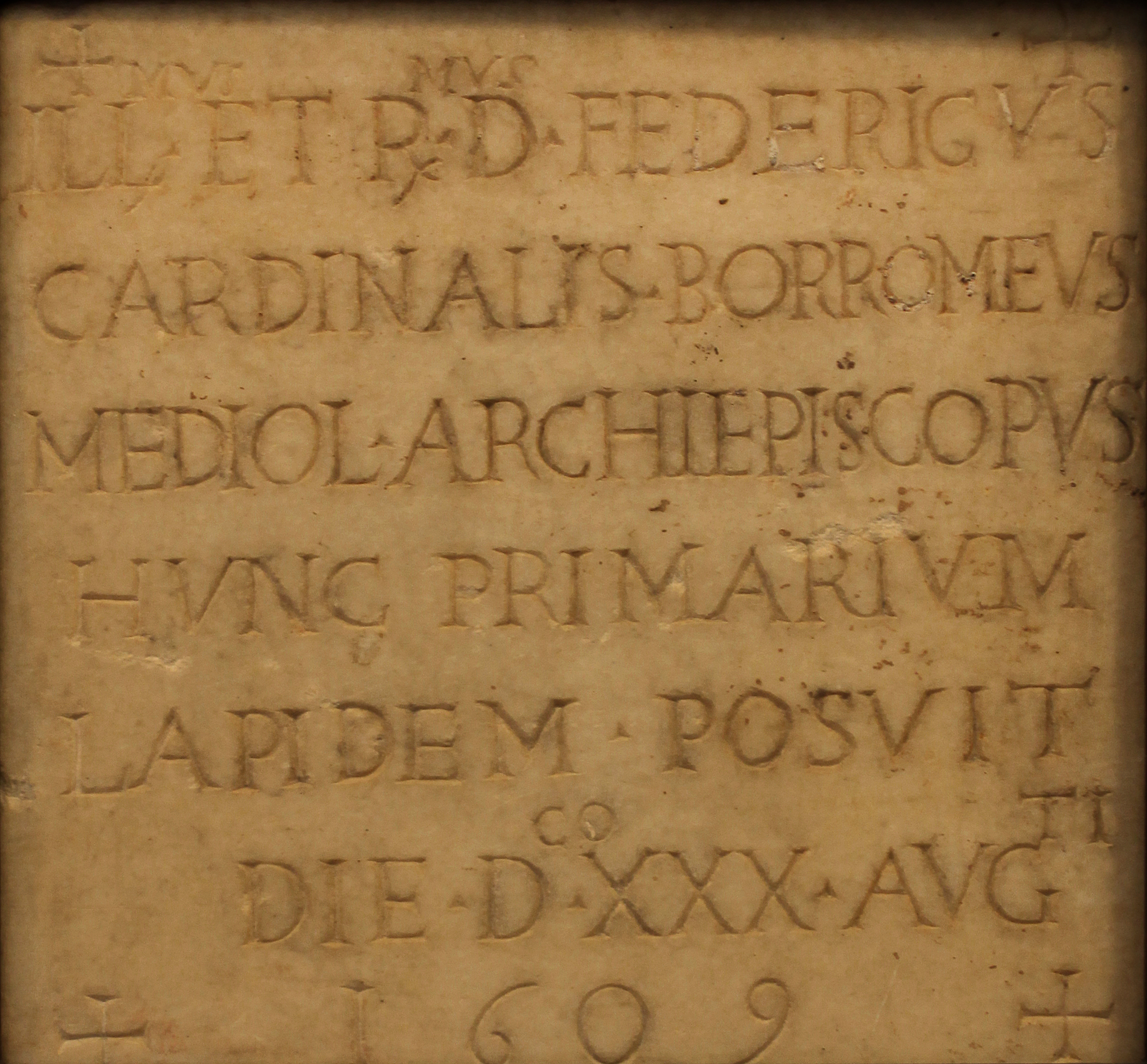
La prima pietra posta da Borromeo il 30 agosto 1609

Il palazzo fu commissionato ad inizio Seicento per ospitare il nuovo complesso culturale che il cardinale Federico Borromeo aveva pensato per la città di Milano, che avrebbe incluso una pinacoteca, una biblioteca e un'accademia di pittura. La prima pietra dell'edificio, conservata all'ingresso del palazzo. venne posta dallo stesso Borromeo il giorno 30 agosto 1609.  Gli obiettivi erano vari: in primo luogo il cardinale voleva fornire la città di una valida scuola artistica, dato lo scarso interesse dei dominatori spagnoli; inoltre con il controllo dell'arte cittadina, il cardinale si prefissava tramite essa di combattere l'"eresia protestante", secondo i dettami della Controriforma.
Il progetto viene di solito attribuito a Lelio Buzzi che iniziò la costruzione nel 1603, anche se il progetto e i relativi lavori passarono tra le mani di Fabio Mangone e Alessandro Tesauro. Il progetto viene talvolta attribuito a Francesco Maria Richini, di cui sono conservati due disegni firmati per il palazzo. Nel 1609 il palazzo concluso vede l'apertura della biblioteca Ambrosiana, una delle prime biblioteche aperte al pubblico al mondo.
Il palazzo vide vari interventi e ampliamenti tra il 1829 e il 1836 a cura di Giacomo Moraglia, che creò tra l'altro un cortile interno. Nel 1928 l'Ambrosiana venne in possesso della chiesa di San Sepolcro ed edifici ad essa annessi che, su decisione del Prefetto Giovanni Galbiati, vennero recuperati fra il 1928 e il 1931 attraverso l'opera degli architetti Alessandro Minali e Ambrogio Annoni: fra i nuovi locali spiccano la Sala della Medusa adornanta da una piccola fontana dello scultore Giannino Castiglioni e la Sala della Colonne, elaborato spazio arricchito da mosaici e sculture di gusto romano.

## Architettura

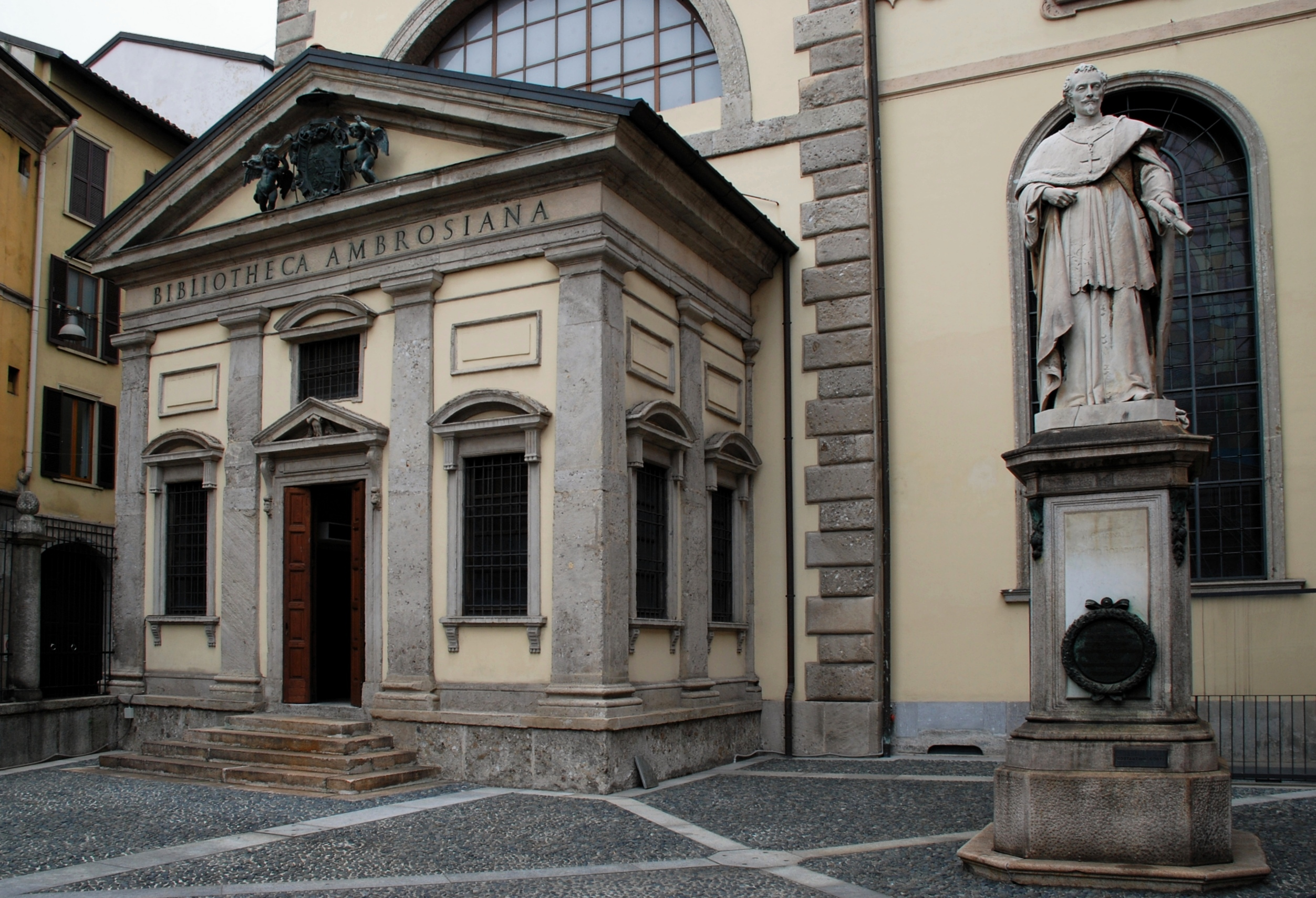
Ingresso seicentesco del palazzo

Il palazzo presenta due ingressi principali. Il primo in ordine cronologico fu quello su piazza San Sepolcro: esso si presenta come un pronao dalle forme classicheggianti, scandito da quattro lesene di ordine dorico sormontate da un timpano con all'interno lo stemma della famiglia Borromeo, dalle forme barocche sostenuto da putti; sull'architrave è presente la scritta Bibliotheca Ambrosiana. A fianco del pronao è presente una statua in pietra a Federico Borromeo.
Nell'Ottocento furono necessari ampliamenti per ospitare le nuove collezioni acquisite dalla pinacoteca: fu quindi realizzata da Giacomo Moraglia la nuova facciata in piazza Pio XI, che si presenta piuttosto sobria, con il portale racchiuso tra due colonne di ordine ionico, sormontate da un architrave decorato da triglifi  e due ordini di finestre con timpani.